# Chrysiptera flavipinnis
Chrysiptera flavipinnis là một loài cá biển thuộc chi Chrysiptera trong họ Cá thia. Loài này được mô tả lần đầu tiên vào năm 1974.

## Từ nguyên
Từ định danh flavipinnis được ghép bởi hai âm tiết trong tiếng Latinh, flavus ("có màu vàng") và pinnis ("vây"), hàm ý đề cập đến màu vàng đặc trưng trên các vây của loài cá này.

## Phạm vi phân bố và môi trường sống
C. flavipinnis được tìm thấy tại quần đảo Samarai (phía đông nam Papua New Guinea), quần đảo Solomon, bờ đông Úc (trải dài tới Sydney) và rạn san hô Great Barrier, cũng như tại Nouvelle-Calédonie. C. flavipinnis sống trên các rạn san hô chết ở những khu vực có nền đáy cát hoặc đá dăm, độ sâu khoảng 3–38 m.

## Mô tả
Chiều dài lớn nhất được ghi nhận ở C. flavipinnis là 8,5 cm. C. flavipinnis có màu xanh lam thẫm, trừ mõm và đỉnh đầu dọc theo lưng (đôi khi ở cả vùng bụng và ngực) là màu vàng. Các vây đều có màu vàng, trừ vây ngực trong mờ không màu. Đầu có nhiều vệt đốm màu xanh như thân (nổi bật ở những vùng vàng).
Chrysiptera bleekeri có kiểu hình khá giống với C. flavipinnis, nhưng vây đuôi và vây hậu môn của C. bleekeri có màu xanh tiệp màu với thân. Chrysiptera taupou có nhiều chấm vàng tươi trên nền xanh của thân.
Số gai ở vây lưng: 13; Số tia vây ở vây lưng: 14–15; Số gai ở vây hậu môn: 2; Số tia vây ở vây hậu môn: 13–14; Số tia vây ở vây ngực: 17–18; Số gai ở vây bụng: 1; Số tia vây ở vây bụng: 5; Số lược mang: 20–22; Số vảy đường bên: 15–18.

## Sinh thái học
Thức ăn của C. flavipinnis có thể là tảo và động vật phù du. Chúng sống theo từng nhóm nhỏ hoặc đơn độc. Cá đực có tập tính bảo vệ và chăm sóc trứng; trứng có độ dính và bám chặt vào nền tổ.
Loài này cũng được thu thập trong ngành buôn bán cá cảnh.